# Campeonato Italiano de Rugby 1941-42
El Campeonato de Rugby de Italia de 1941-42 fue la decimocuarta edición de la primera división del rugby de Italia.

## Sistema de disputa
El torneo se disputó en formato liga en donde cada equipo enfrentaba a cada uno de sus rivales en condición de local y de visitante.
El equipo que al finalizar el campeonato se ubique en la primera posición se corona campeón del torneo.

## Desarrollo
Tabla de posiciones:
| Pos. | Equipo          | Encuentros | Encuentros | Encuentros | Encuentros | Tantos | Tantos | Tantos | Puntos |
| Pos. | Equipo          | PJ         | PG         | PE         | PP         | F      | C      | Dif    | Puntos |
| ---- | --------------- | ---------- | ---------- | ---------- | ---------- | ------ | ------ | ------ | ------ |
| 1.º  | Amatori Milano  | 15         | 13         | 2          | 0          | 439    | 40     | +399   | 28     |
| 2.º  | GUF Milano      | 15         | 11         | 1          | 2          | 158    | 61     | +97    | 23     |
| 3.º  | GUF Torino      | 15         | 9          | 3          | 3          | 116    | 91     | +25    | 21     |
| 4.º  | C.G. Milizia    | 15         | 7          | 5          | 3          | 121    | 46     | +75    | 19     |
| 5.º  | GUF Padova      | 15         | 6          | 4          | 5          | 91     | 94     | -3     | 16     |
| 6.º  | Battisti Genova | 15         | 3          | 1          | 9          | 149    | 136    | +13    | 7      |
| 7.º  | GUF Parma       | 15         | 2          | 1          | 10         | 37     | 208    | -171   | 5      |
| 8.º  | GUF Pavia       | 15         | 2          | 1          | 10         | 70     | 346    | -276   | 5      |
| 9.º  | GUF Bologna     | 0          | 0          | 0          | 0          | 0      | 0      | 0      | 0      |

- GUF Bologna no participó del torneo

|  | Campeón. |

### Campeón
| Bandera de Italia      |
| Campeón Amatori Milano |
| Décimo segundo título  |